# قصص بطوطية (مسلسل 2017)
قصص بطوطية هو مسلسل رسوم متحركة أمريكي من إنتاج ديزني تيليفشن أنيمايشن وهو ريبوت لمسلسل يحمل نفس الاسم صدر عام 1987. يدور المسلسل حول شخصية دهب وعائلته.

## روابط خارجية
- قصص بطوطية (مسلسل 2017) على موقع IMDb (الإنجليزية)
- قصص بطوطية (مسلسل 2017) على موقع ميتاكريتيك (الإنجليزية)
- قصص بطوطية (مسلسل 2017) على موقع روتن توميتوز (الإنجليزية)
- قصص بطوطية (مسلسل 2017) على موقع قاعدة بيانات الأفلام العربية
- قصص بطوطية (مسلسل 2017) على موقع فيلمافينيتي (الإسبانية)
- قصص بطوطية (مسلسل 2017) على موقع كينوبويسك (الروسية)
- قصص بطوطية (مسلسل 2017) على موقع ألو سيني (الفرنسية)
- قصص بطوطية (مسلسل 2017) على موقع قاعدة بيانات الفيلم (الإنجليزية)